# Harsh Times: Vides al límit
Harsh Times: Vides al límit (títol original: Harsh Times) és una pel·lícula estatunidenca policíaca escrita i dirigida per David Ayer, presentada al Festival de Toronto l'11 de setembre de 2005, abans d'una sortida en sales el 10 de novembre de 2006 als Estats Units. Ha estat doblada al català.

## Argument
Jim Davis, antic militar, traumatitzat per la seva experiència i a punt d'una crisi nerviosa, espera ser acceptat a la policia, a Los Angeles. Però, l'espera es fa llarga, i la seva vida desesperant, i només una persona l'ajuda: el seu amic Mike, igualment a l'atur. Després de diversos rebutjos, Jim és finalment acceptat al servei de Seguretat del Territori, una nova guerra es prepara… si Jim, que multiplica els excessos, sobreviu fins llavors.

## Repartiment
- Christian Bale: Jim Davis
- Freddy Rodríguez: Mike Alvarez
- Eva Longoria: Sylvia
- J. K. Simmons: Agent Richards
- Tammy Trull: Marta
- Adriana Millan: Rita
- Terry Crews: Darrel
- Robert Dahey: l'empleat de la botiga
- Chaka Forman: Toussaint
- Noel Gugliemi: Flaco
- Curtis TÉ. Koller: l'agent de l'FBI infiltrat
- Iris Lozada: Gracie Sonia
- Armando Cantina: el petit ancià
- Lora Chio: la venedora
- Kenneth Choi: Fujimoto
- Paul Renteria: el ranxer
- Samantha Esteban: Letty
- Tania Verafield: Patty
- Geo Corvera: Wilo
- Cesar Garcia: Listo
- Emilio Rivera: Eddy

## Al voltant de la pel·lícula
Harsh Times: Vides al límit és el primer llargmetratge de David Ayer, com a director. Ell, però, és respectat pel seu guió de Training day: dia d'entrenament, Dark Blue i Els homes de Harrelson. A més, Harsh Times: Vides al límit és un film independent, segons la voluntat del seu director. D'altra banda es va inspirar en la seva joventut per a aquest film.
L'actor que interpreta Flaco, Noel Gugliemi, no és altre que l'actor que interpreta Hector a la saga "Fast and Furious". Se'l pot veure d'altra banda al film amb la camisa que portava en aquesta saga on es pot veure-hi "Hector" inscrit a dalt.
- Crítica: "Primari, gairebé ingenu estil cinematogràfic, (...) excessos interpretatius de Beli."[4]